# Leucoagaricus leucothites
Leucoagaricus leucothites (Carlo Vittadini, 1835 ex Solomon P. Wasser, 1977), sin. Lepiota naucina (Elias Magnus Fries, 1838 ex  Paul Kummer (1871), este o specie saprofită de ciuperci comestibile din încrengătura Basidiomycota, în familia Agaricaceae și de genul Leucoagaricus, numită în popor ciupercă de miriște, burete alb al porumbeilor sau bureți albineți. Buretele se poate găsi în România, Basarabia și Bucovina de Nord adesea în locații influențate de om, de obicei în afara pădurilor (cu excepția celor de arini) sau la marginea lor, prin pajiști comerciale, în grădini, livezi și parcuri, chiar și în sere sau pe compost. El crește, adesea spontan după construcția de grădini, diguri sau paturi de legume, dispărând de obicei în anul următor. Habitatele naturale sunt, de la câmpie până în zonele deluroase de altitudine medie, pășuni semi-aride și terenuri cu iarbă de stepă, chiar și dune de nisip, preferând soluri bazice, argiloase, moderat până neutral azotate. Timpul apariției este din (iulie) august până în octombrie.

## Taxonomie

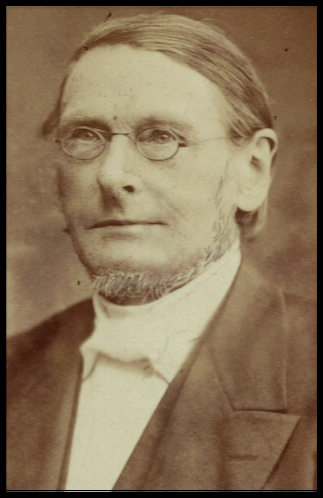
Paul Kummer

Buretele a fost denumit pentru prima dată ca Agaricus holosericeus de medicul german Johann Jakob Planer (1743–1789) în lucrarea sa Indici Plantarum Erffurtensium Fungos et Plantas quasdam nuper collectas din 1788,  dar neîndeplinind cerințele aplicabile ale „protopărintelui” micologiei, Carl von Linné, descrierea lui nu a fost acceptată ulterior. Chiar și descrierea din 1838 prin renumitul savant Elias Magnus Fries sub același nume este văzută numai sinonim. Numele binomial valabil Agaricus leucothites a fost creat de micologul italian Carlo Vittadini, de verificat în cartea sa Descrizione dei funghi mangerecci più comuni dell'Italia e de'velenosi che possono co'medesimi confondersi din 1835.
Apoi, numele Lepiota naucina, creat de micologul german Paul Kummer în marea sa operă Der Führer in die Pilzkunde: Anleitung zum methodischen, leichten und sicheren Bestimmen der in Deutschland vorkommenden Pilze mit Ausnahme der Schimmel- und allzu winzigen Schleim- und Kern-Pilzchen din 1871 a fost valabil peste 100 de ani și mai este aplicat până în prezent (2018), de exemplu și în România.
Din 1977 numele generic a fost schimbat în Leucoagaricus, bazând pe studia micologului și botanistului ucraineano-israelian Solomon P. Wasser (n. 1946) din 1977 care s-a referit la descrierea lui Carlo Vittadini, publicat într-un jurnal micologic ucrainean.
De-a lungul deceniilor au fost propuse mai multe schimbări ale numelui generic și/sau epitetului care sunt acceptate sinonim dar nu s-au impus, fiind astfel neglijabile.

## Descriere

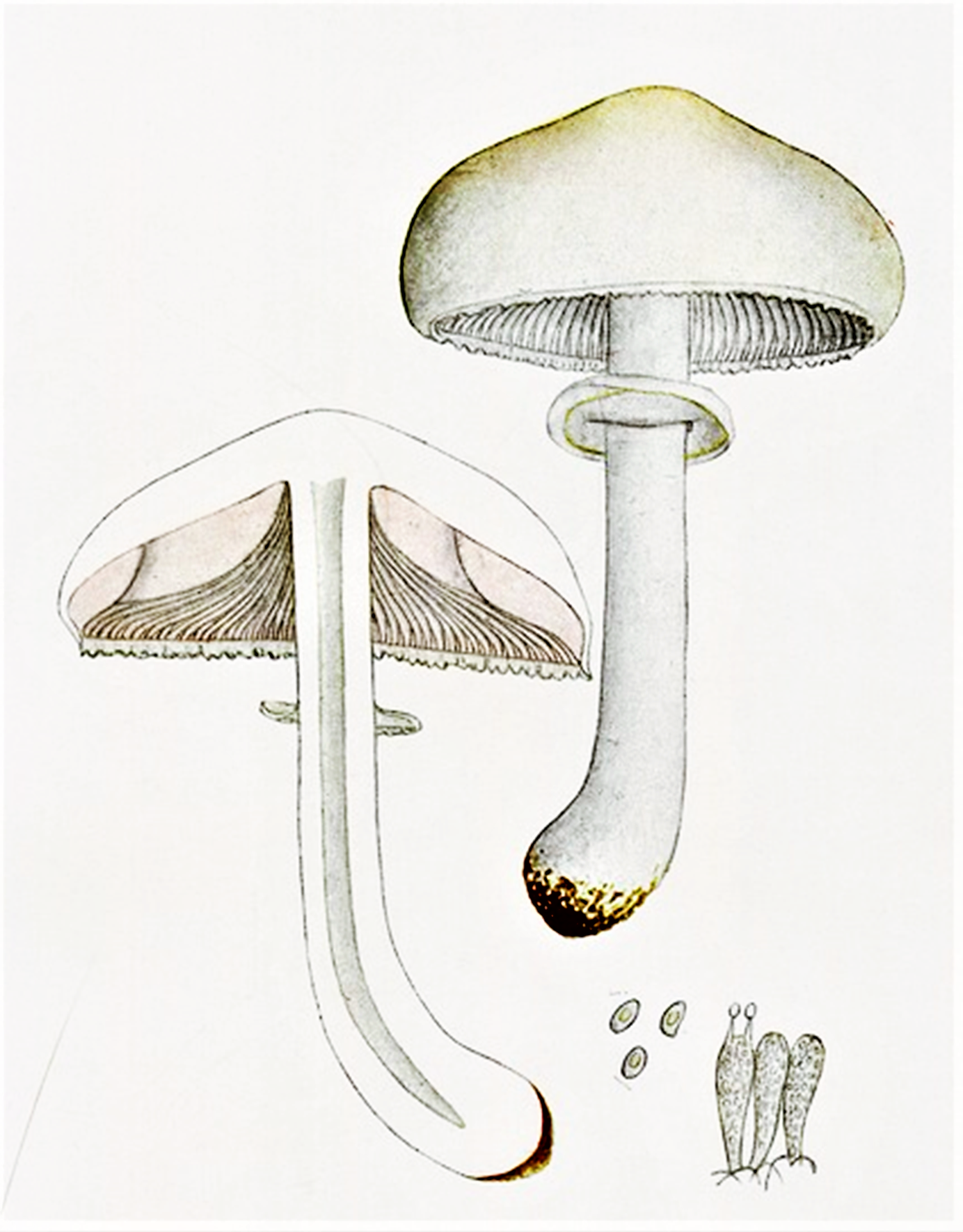
Bres.: Lepiota naucina

- Pălăria: Ea are un diametru de 5-12 cm, este cărnoasă și amenajată central peste picior, fiind în primul stadiu în formă de clopot apoi semisferică cu margine răsfrântă către interior, iar la bătrânețe plană, ușor adâncită în mijloc, prezentând acolo câteodată un gurgui tocit și nesemnificativ precum cu marginea ușor ondulată și franjurată. Cuticula este uscată și uneori chiar drapată, întotdeauna cu aspect mătăsos. Prezintă uneori niște solzișori foarte fini și repede trecători, rămășițe ale vălului parțial. Coloritul alb primește odată cu vârsta sau pe vreme uscată un colorit slab ocru gălbui sau crem-gălbui.
- Lamelele: Ele sunt lungi, destul de subțiri, aglomerate, cu lame intercalate și inegale precum neaderente la picior, fiind inițial de culoare alb-lăptos, acoperite de o cortină groasă și albuie (rest al vălului parțial), căpătând cu timpul nuanțe în roz deschis.
- Piciorul: El are o înălțime de 6-8 (10) cm, o lățime de 1-2 (2,5) cm, este alb, plin, cilindric și puțin îngroșat dar niciodată cu o volvă la bază, dezvoltând de la maturitate un tub gol pe dinăuntru. Poartă o manșetă simplă, membranoasă, cu margine răsfrântă în jos, albă și adesea slab striată gălbui care se poate răsfrânge în sus peste picior.
- Carnea: Ea este albă, compactă și tare, devenind pe măsura avansării în vârstă moale, cea a piciorului fiind ușor fibroasă. Ea nu se decolorează după o secțiune. Buretele este de miros și gust slab dar plăcut care amintește la cel de ciuperci.[7][8][9]
- Caracteristici microscopice: are spori netezi, hialini (translucizi) cu pereți groși și rotunjori până slab elipsoidali cu o dimensiune cuprinsă între 8-10 × 5,5–7 microni. Coloritul pulberii este alb până slab roz. Cistoidele sunt fusiform-cilindrice și au o mărime de 40–60 x 10–15 (20) microni.[15]
- Reacții chimice: Carnea buretelui se colorează cu fenol de anilină după un minut roz, apoi brun ca ciocolata și cu tinctură de Guaiacum după câteva minute albastru.[16]

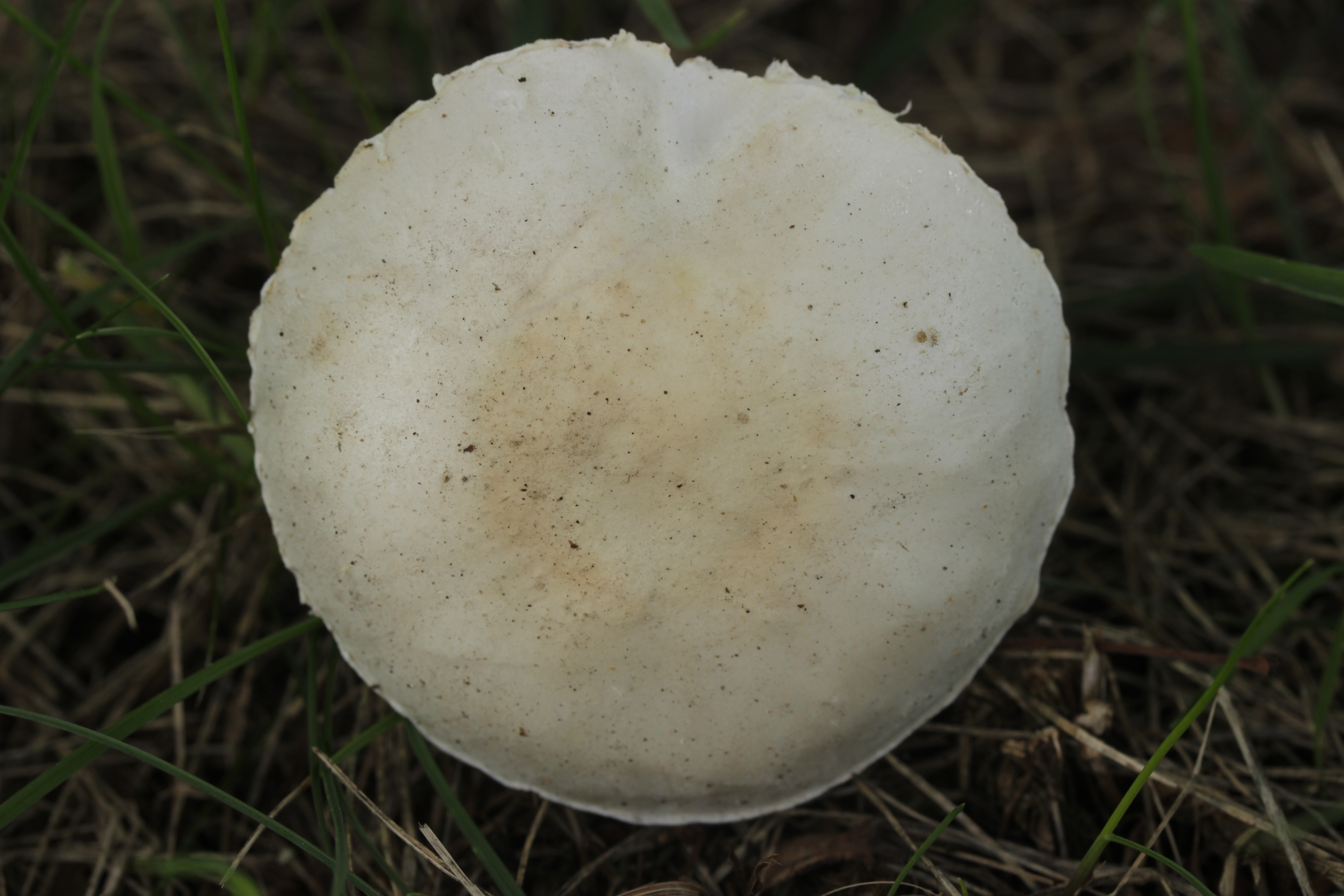
L. leucothites, pălărie/cuticulă
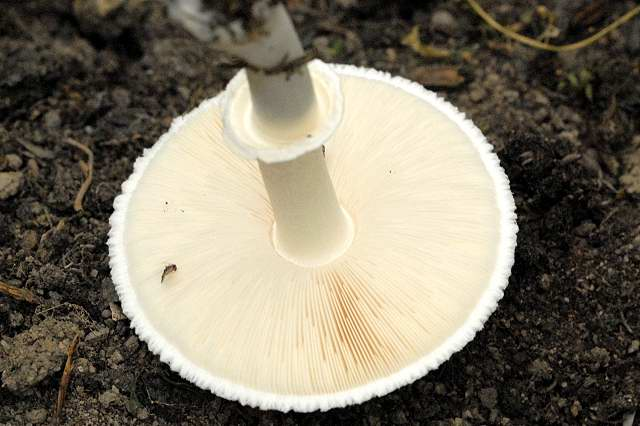
L. leucothites, lamele, inel și picior
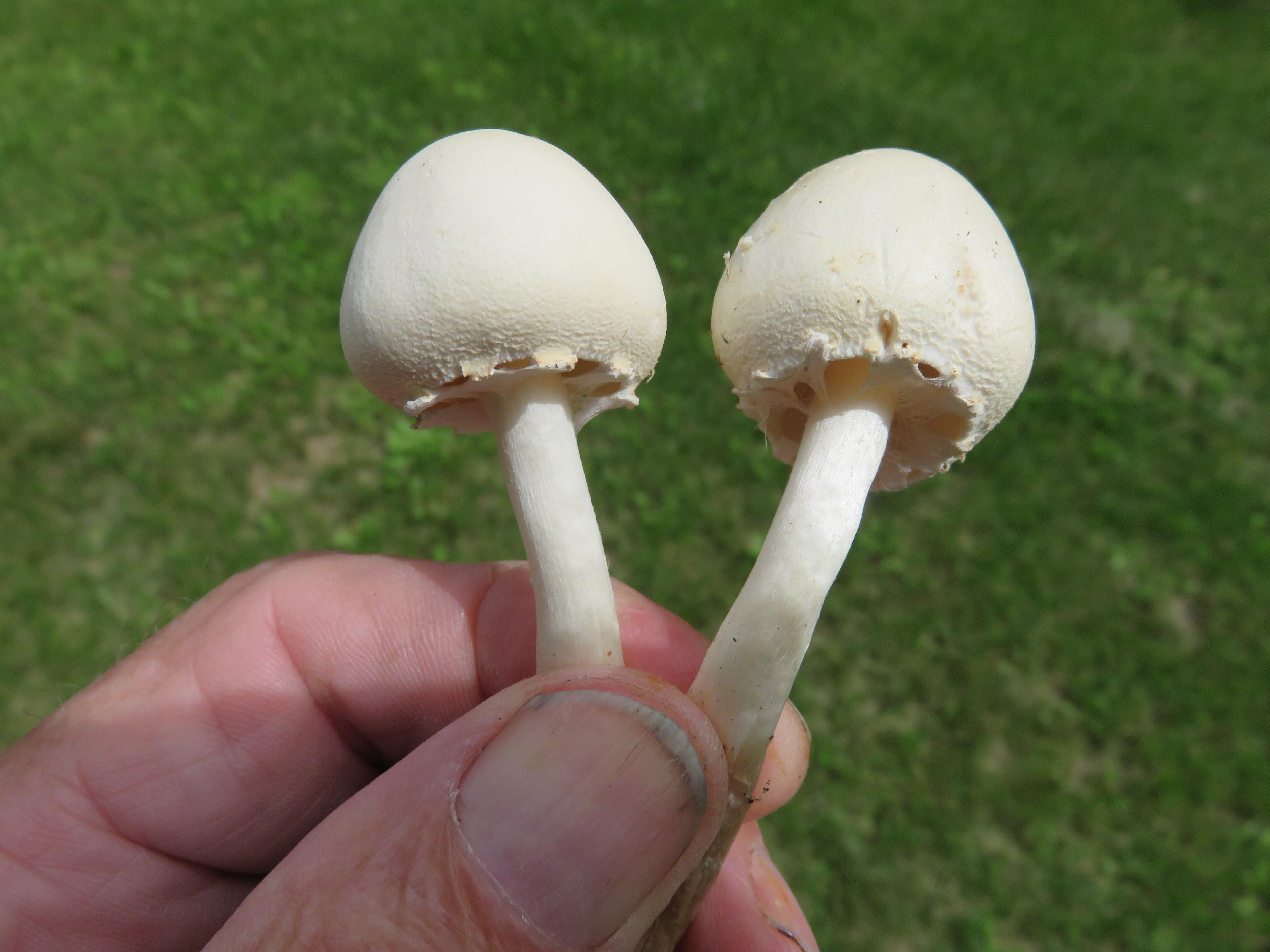
L. leucothites tineri
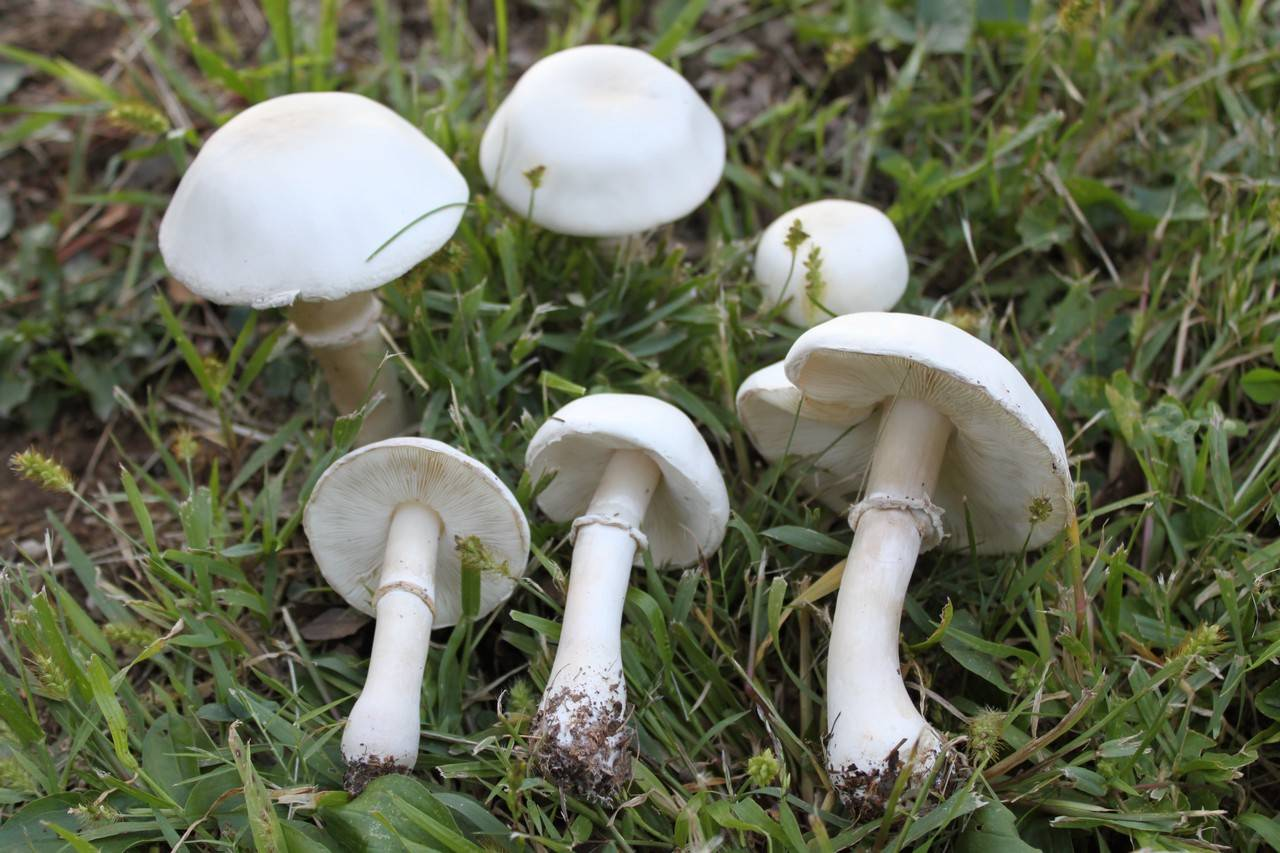
L. leucothites, dezvoltare
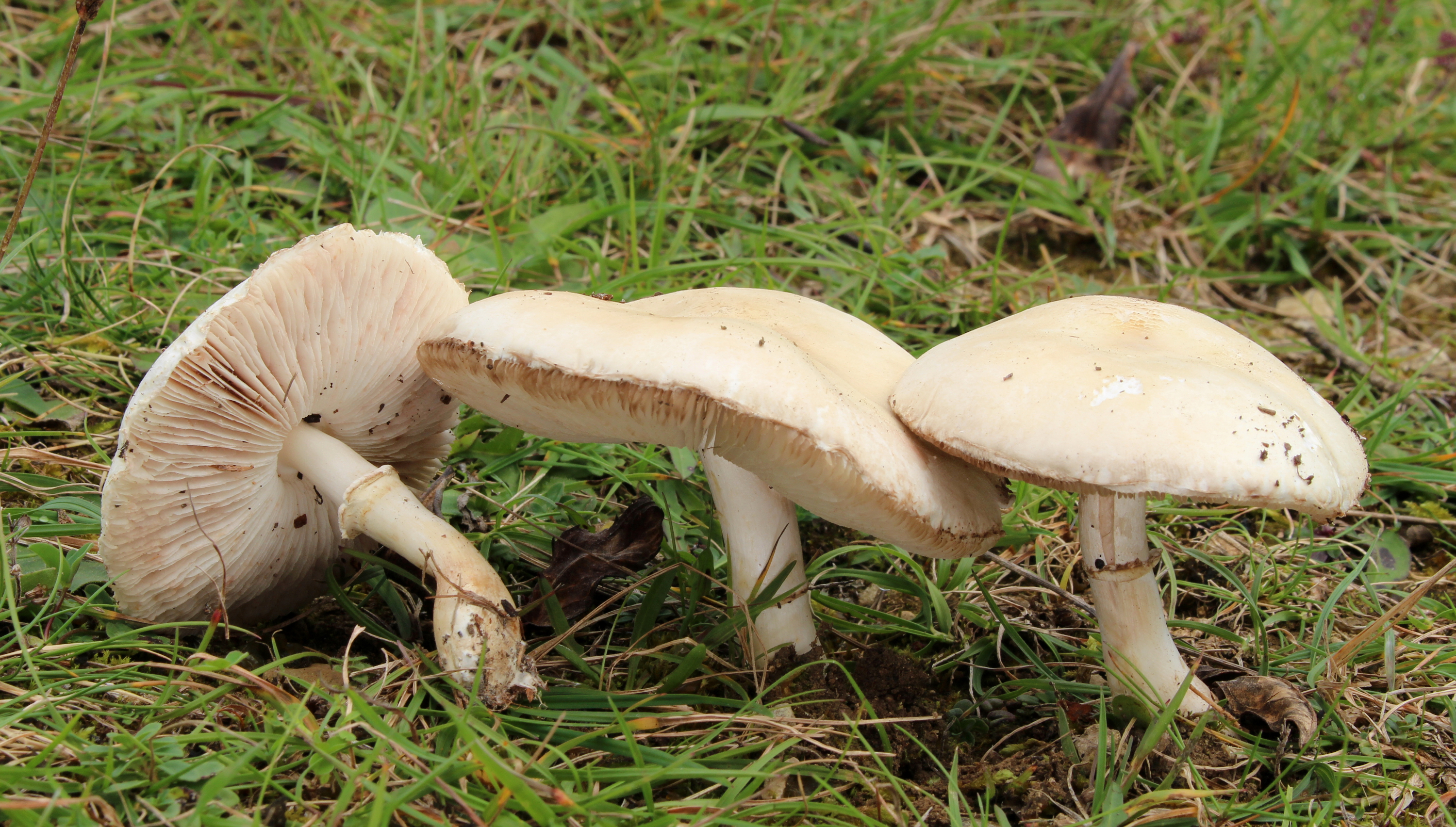
L. leucothites cu nuanțe ocru-gălbuie

## Confuzii
Ciuperca de miriște poate fi confundată cu mai multe ciuperci inofensive cum sunt Agaricus abruptibulbus, Agaricus albolutescens (comestibil), Agaricus arvensis, Agaricus bitorquis, Agaricus campestris, Agaricus macrosporus, Amanita boudieri (otrăvitoare), Amanita Eliae, Amanita ovoidea, Amanita strobiliformis, Calocybe gambosa, Lepiota erminea (necomestibilă, mai mică), Leucoagaricus barssii (fără valoare culinară), Leucoagaricus carneifolius sau Volvariella speciosa sin. Volvariella gloiocephala, dar de asemenea, din păcate, cu otrăvitorul Agaricus xanthodermus,  sau cu letalele Amanita phalloides de culoare mai deschisă, Amanita verna și Amanita virosa care au un bulb cu volvă, fiind de miros diferit și nu prezintă lamele cu nuanțe roze. Cel mai mare pericol însă este confuzia cu gemenul ei foarte otrăvitor, nu rar mortal Amanita proxima (are o volvă colorată ocru-portocaliu, nu rar cu nuanțe rozalii, se dezvoltă în zone călduroase prin păduri de conifere).

## Specii asemănătoare în imagini

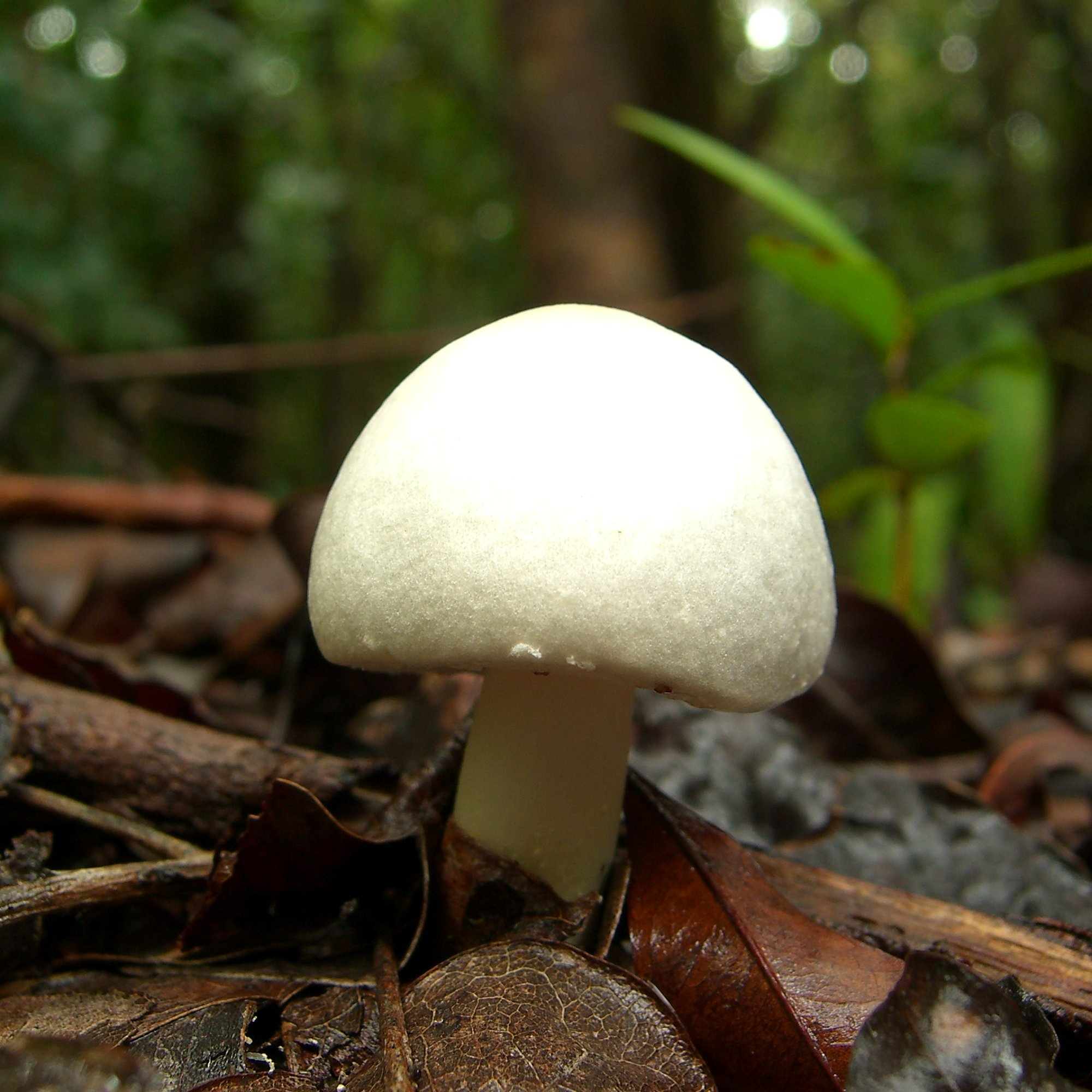
Agaricus abruptibulus
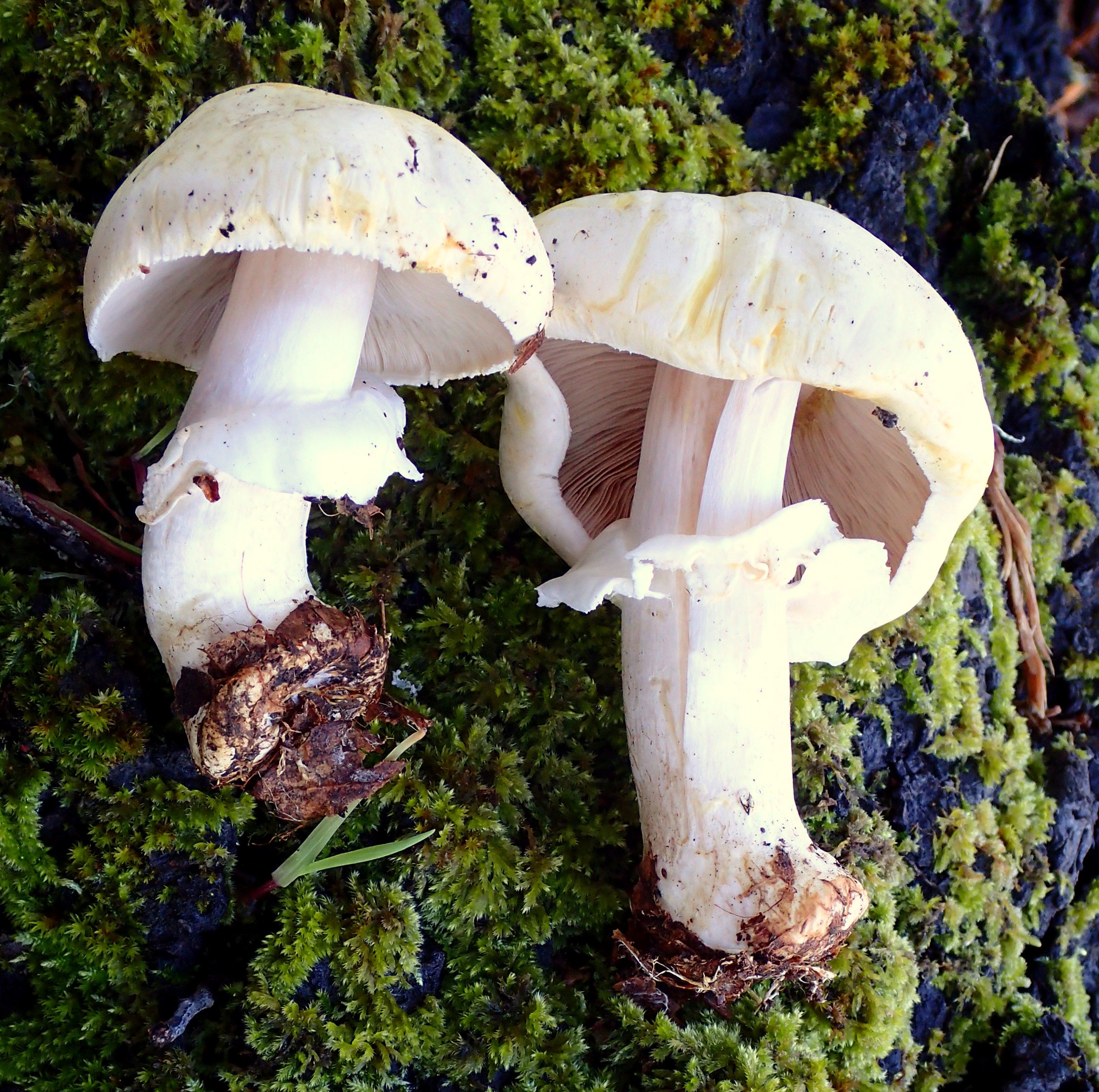
Agaricus albolutescens
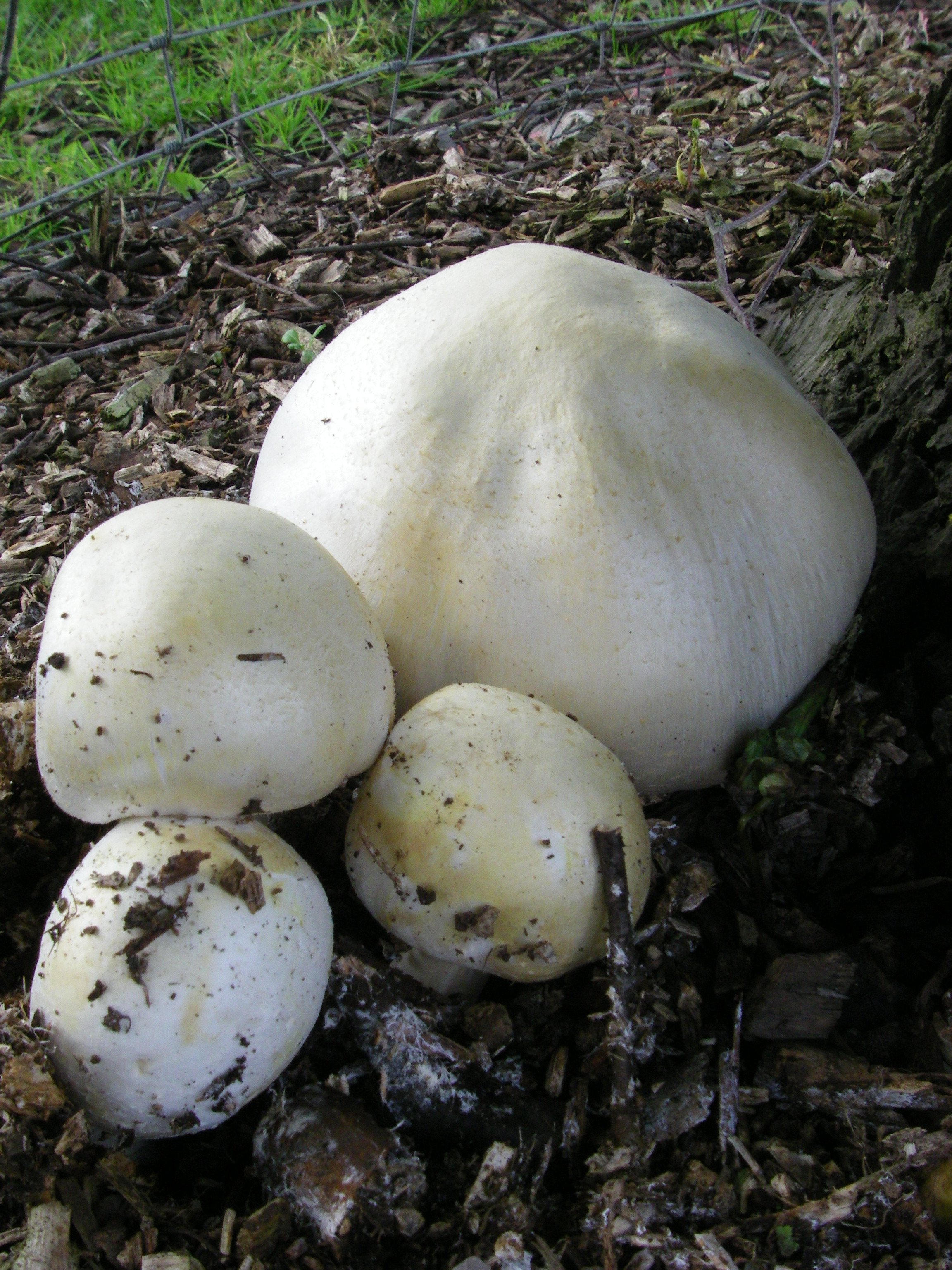
Agaricus arvensis
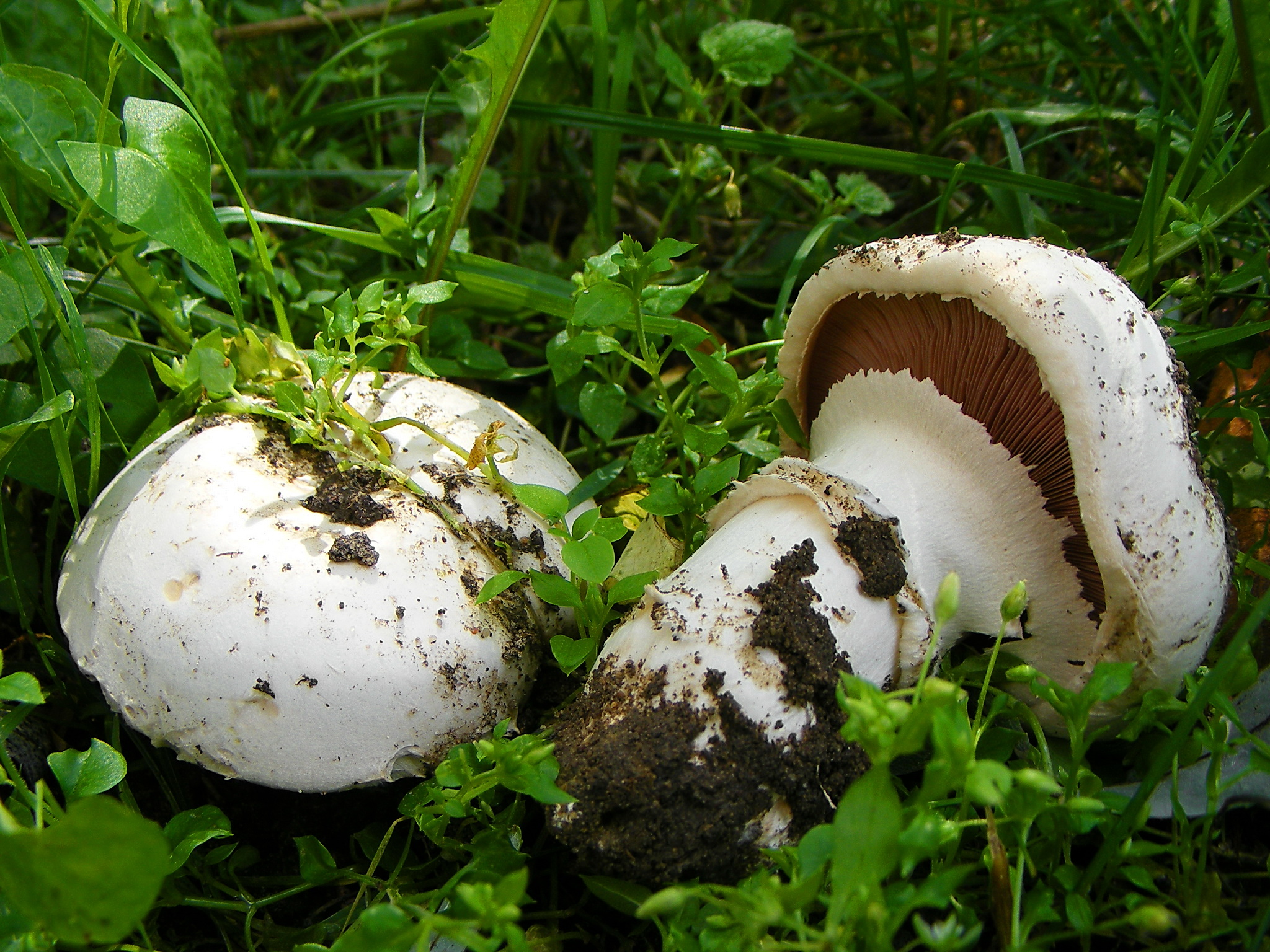
Agaricus bitorquis
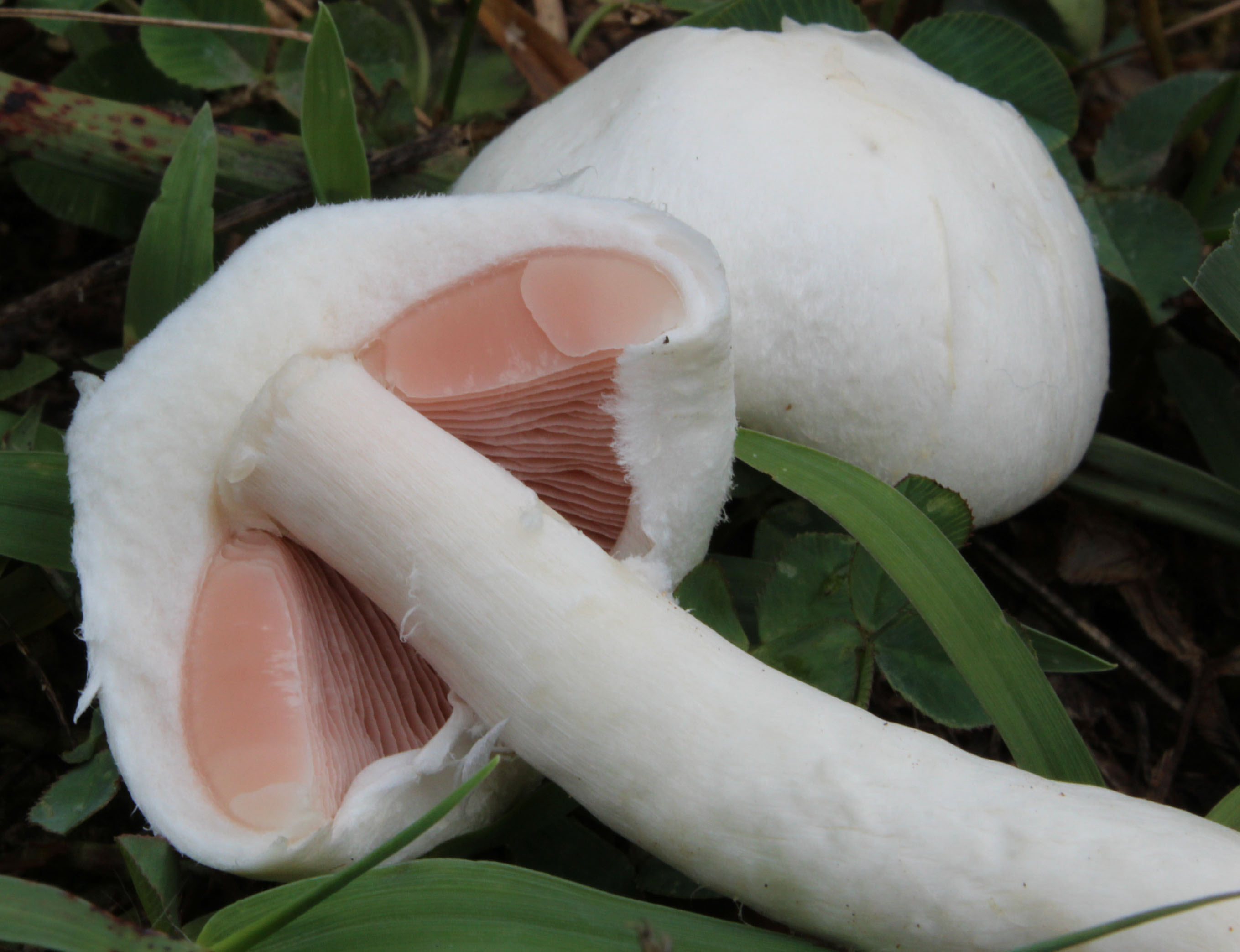
Agaricus campestris
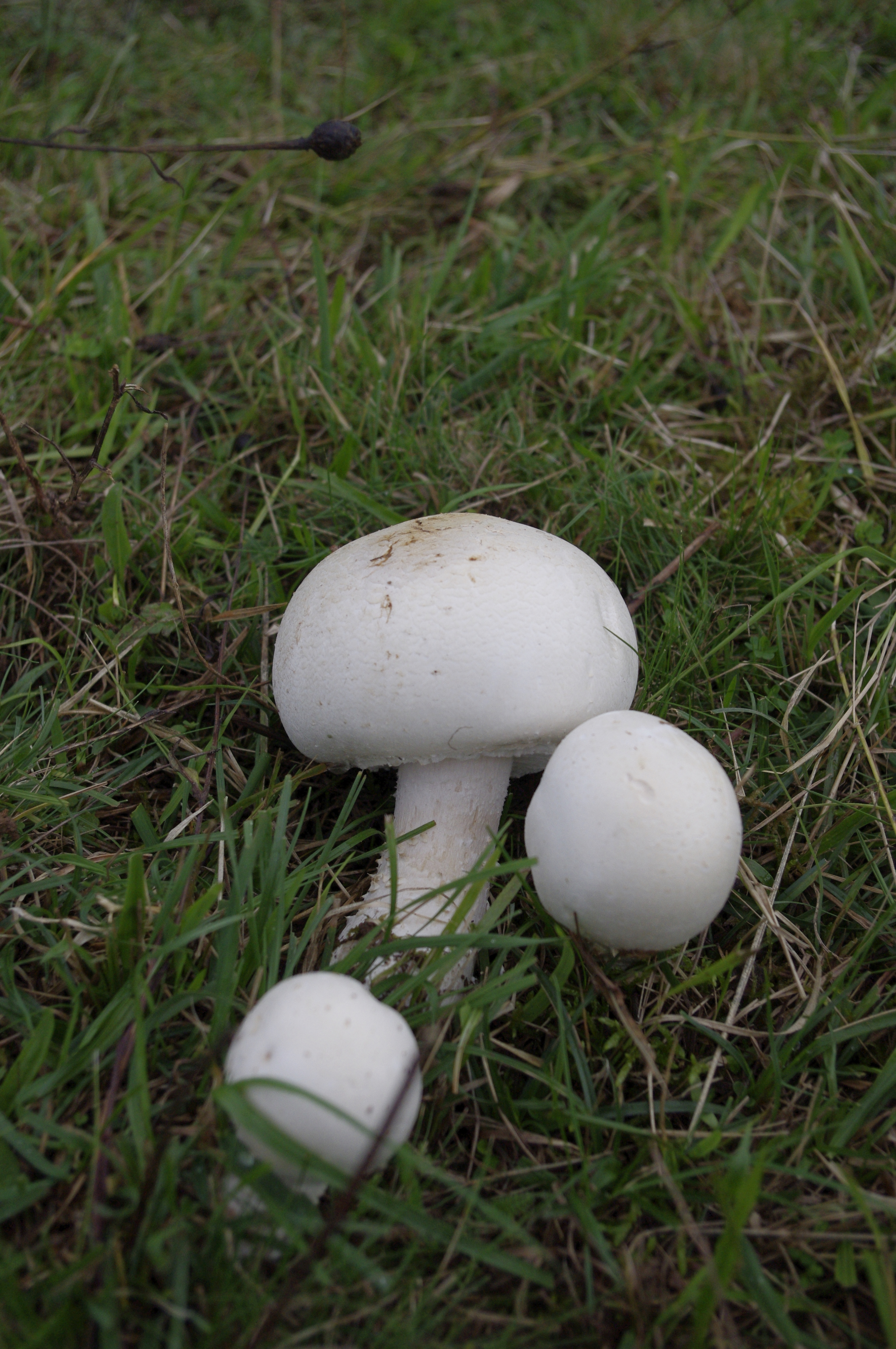
Agaricus macrosporus
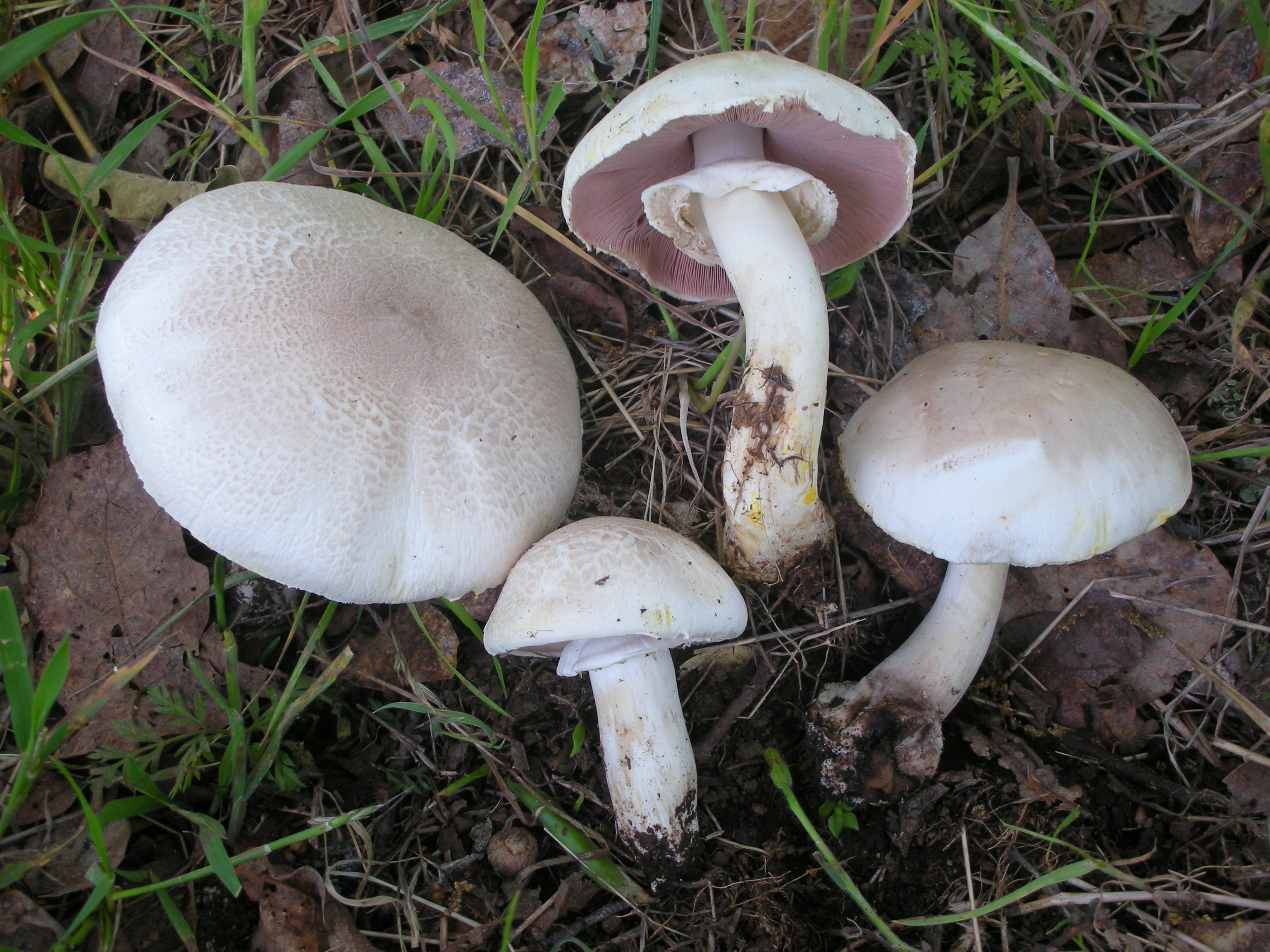
!! Agaricus xanthodermus!!
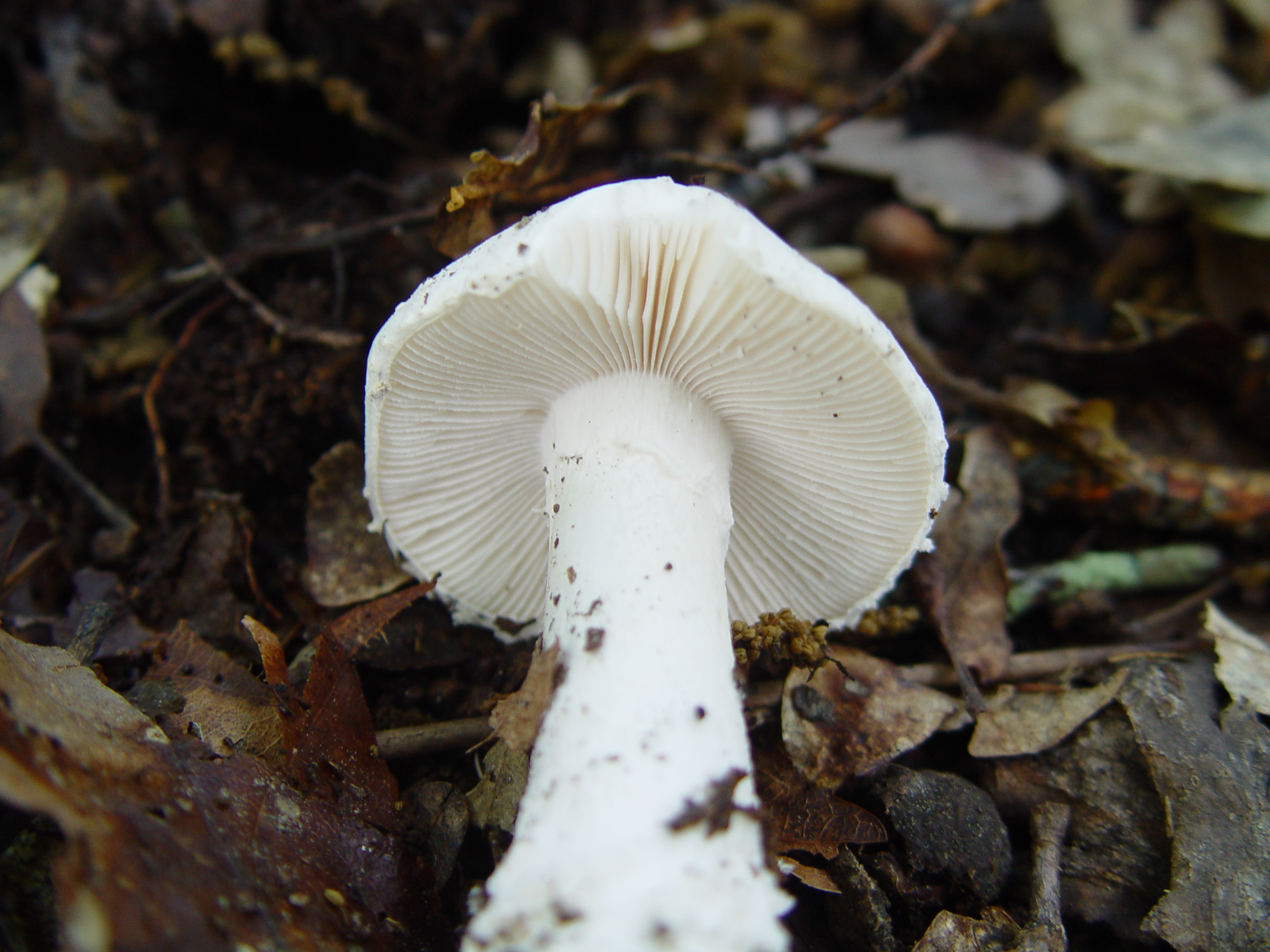
!!Amanita boudieri!!
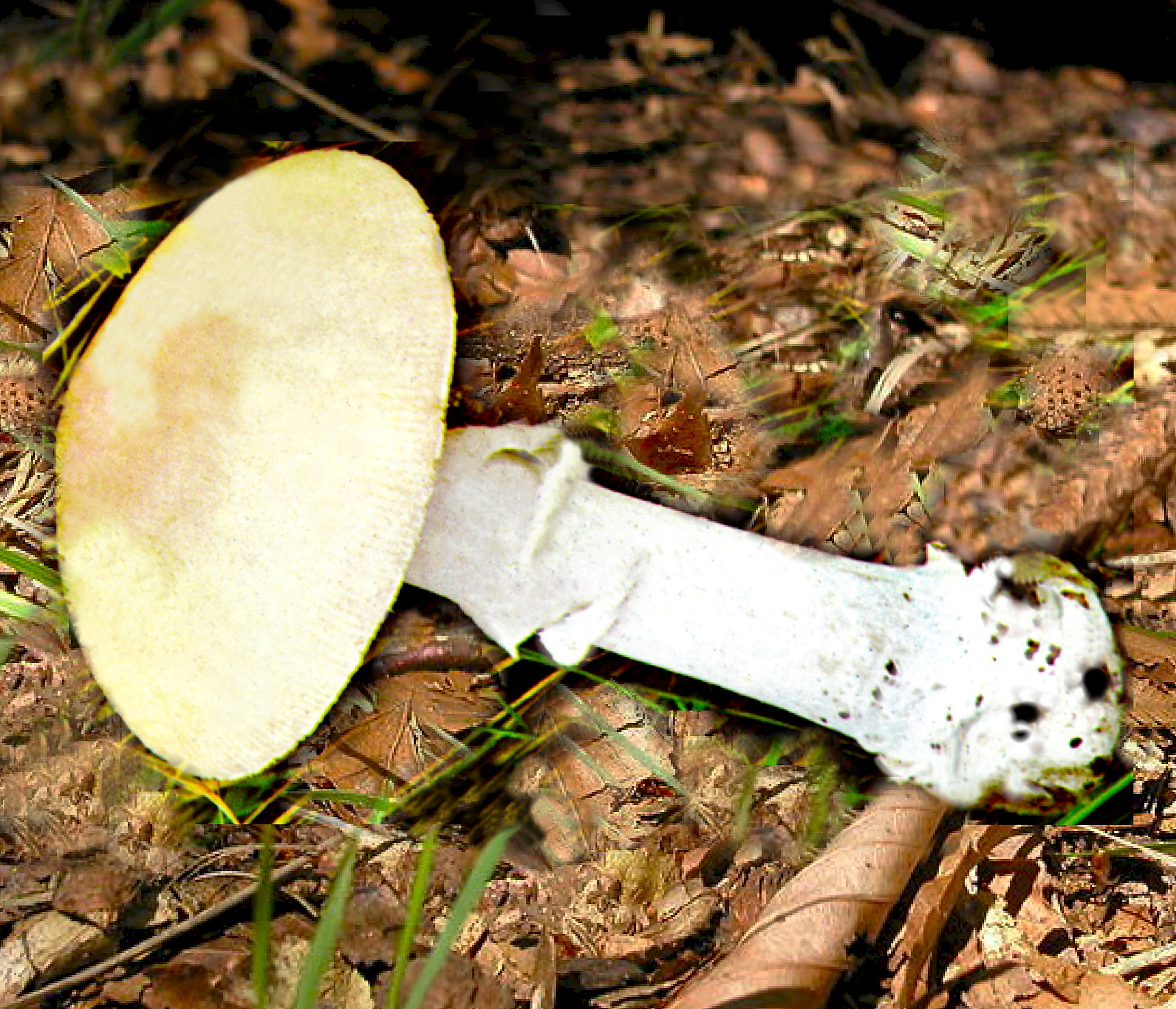
Amanita eliae
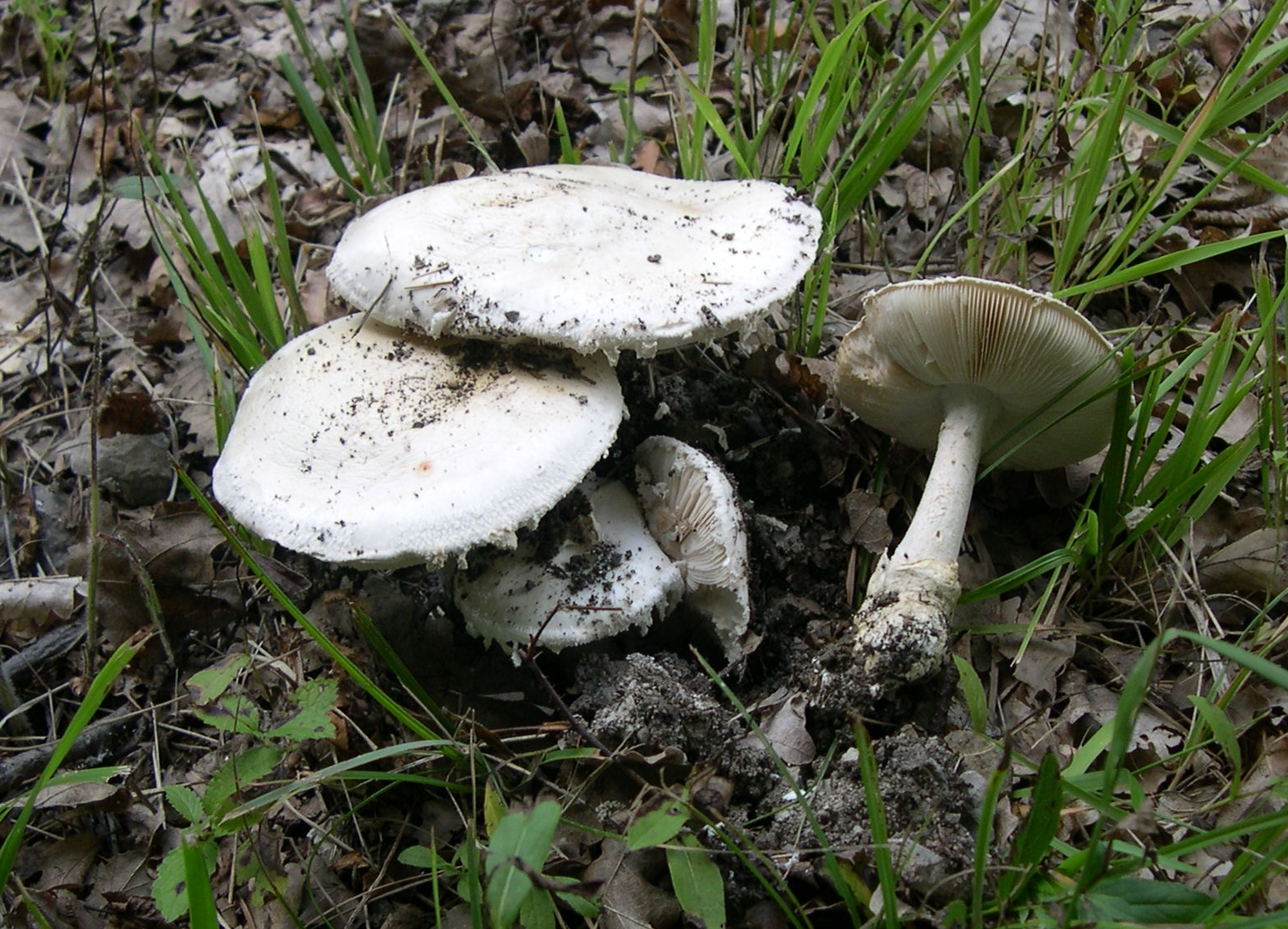
Amanita ovoidea

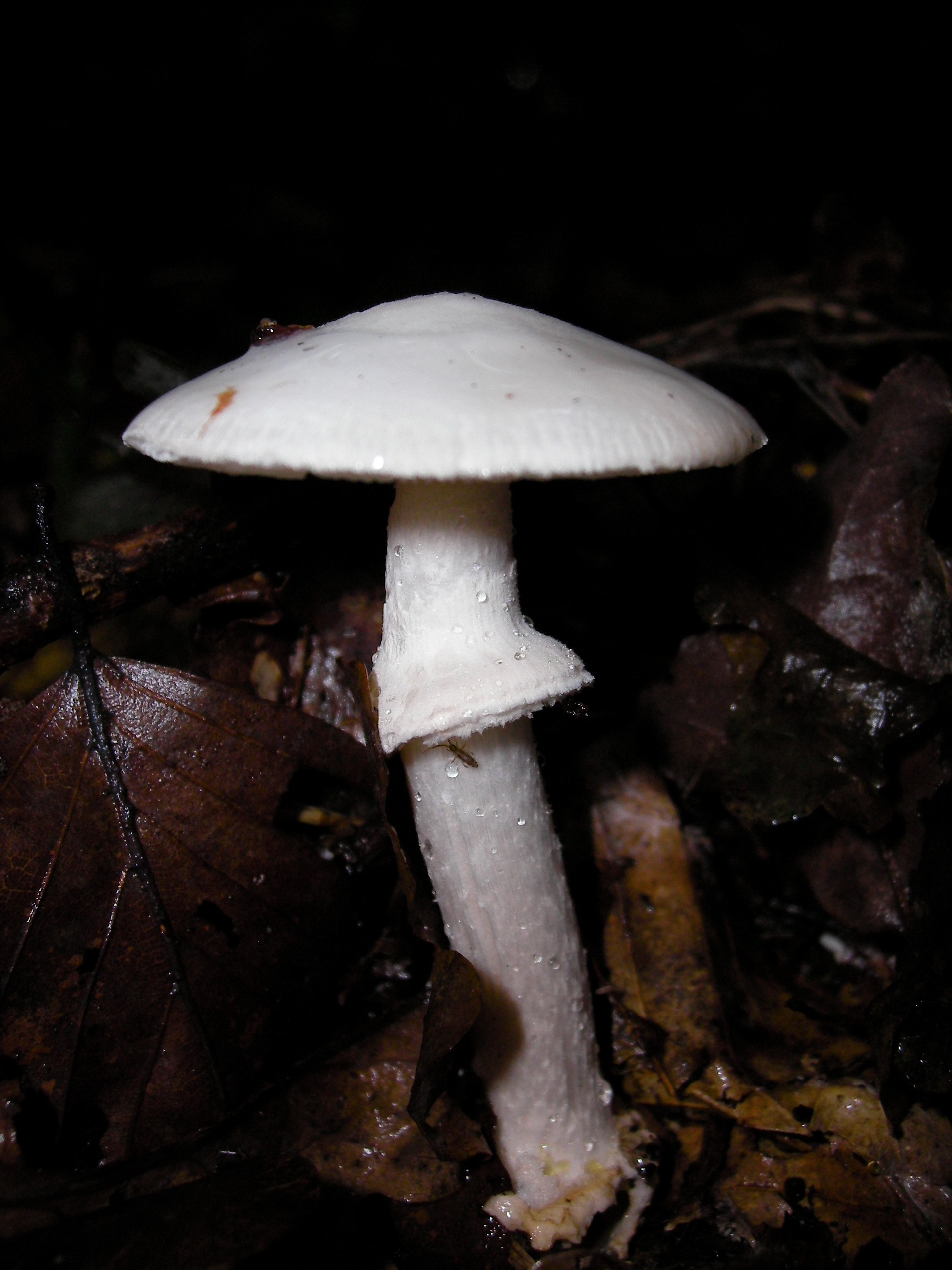
!!!Amanita phalloides!!!
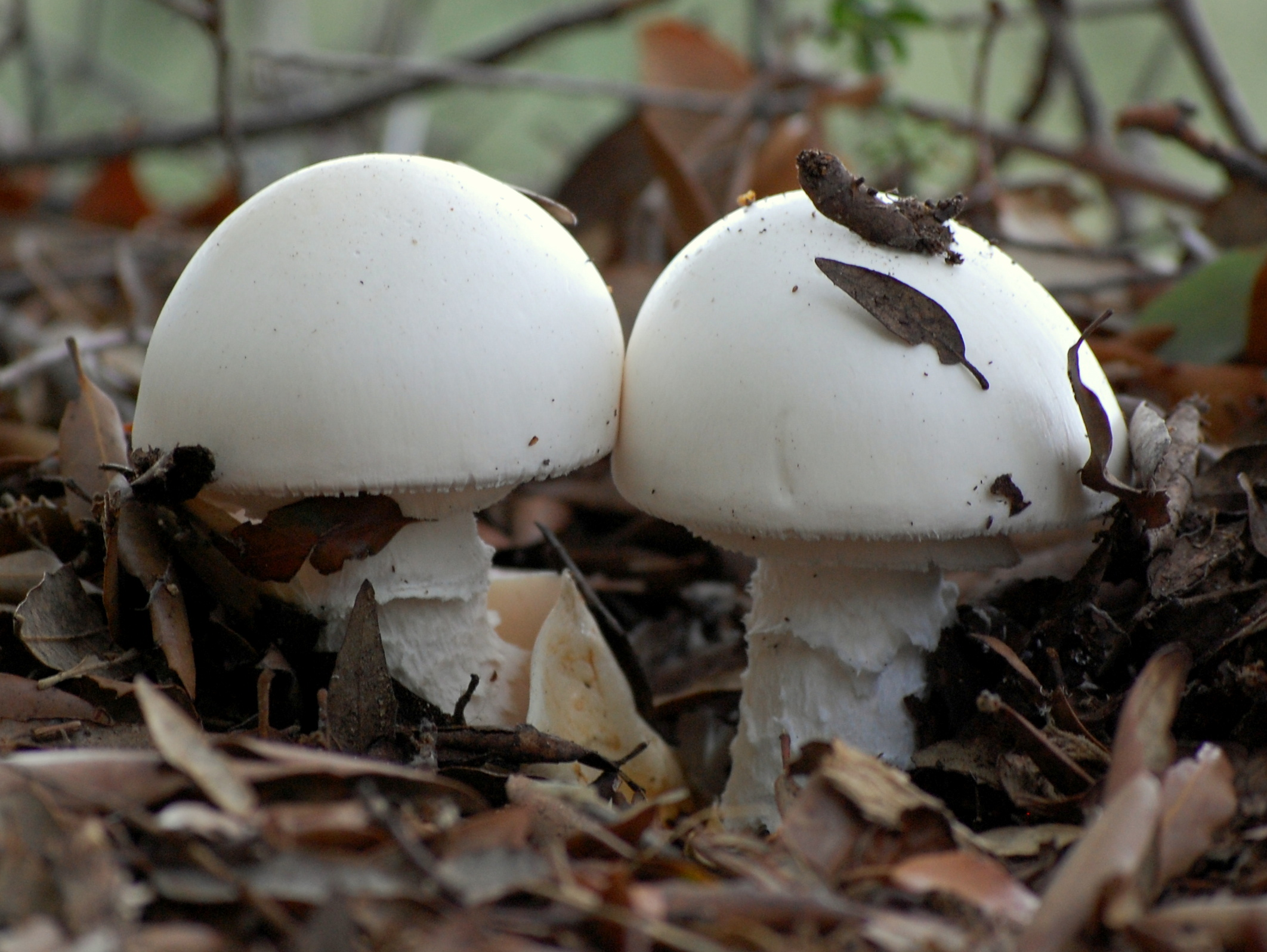
!!!Amanita proxima 1!!!
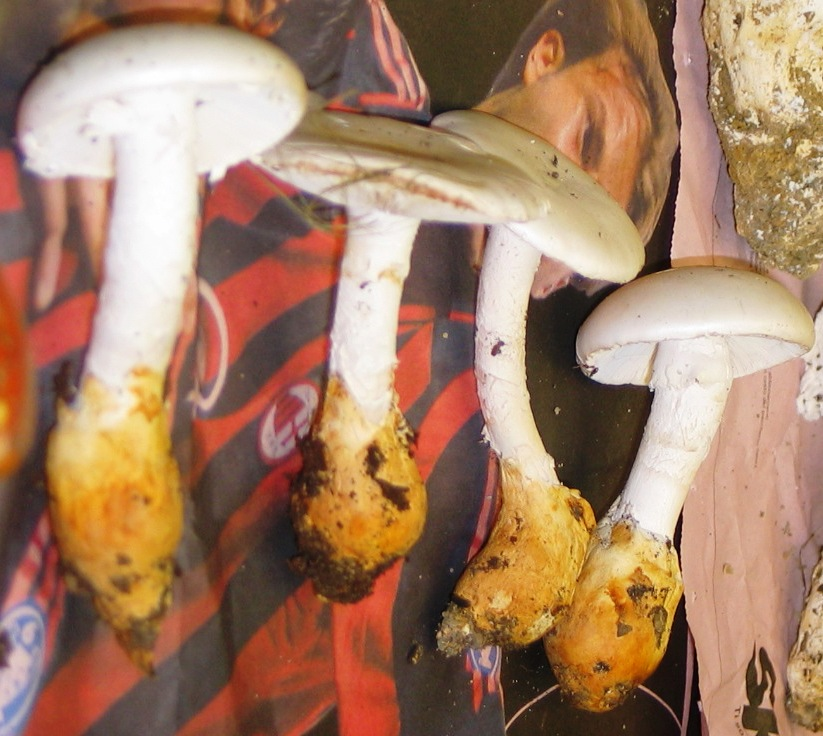
!!!Amanita proxima 2!!!
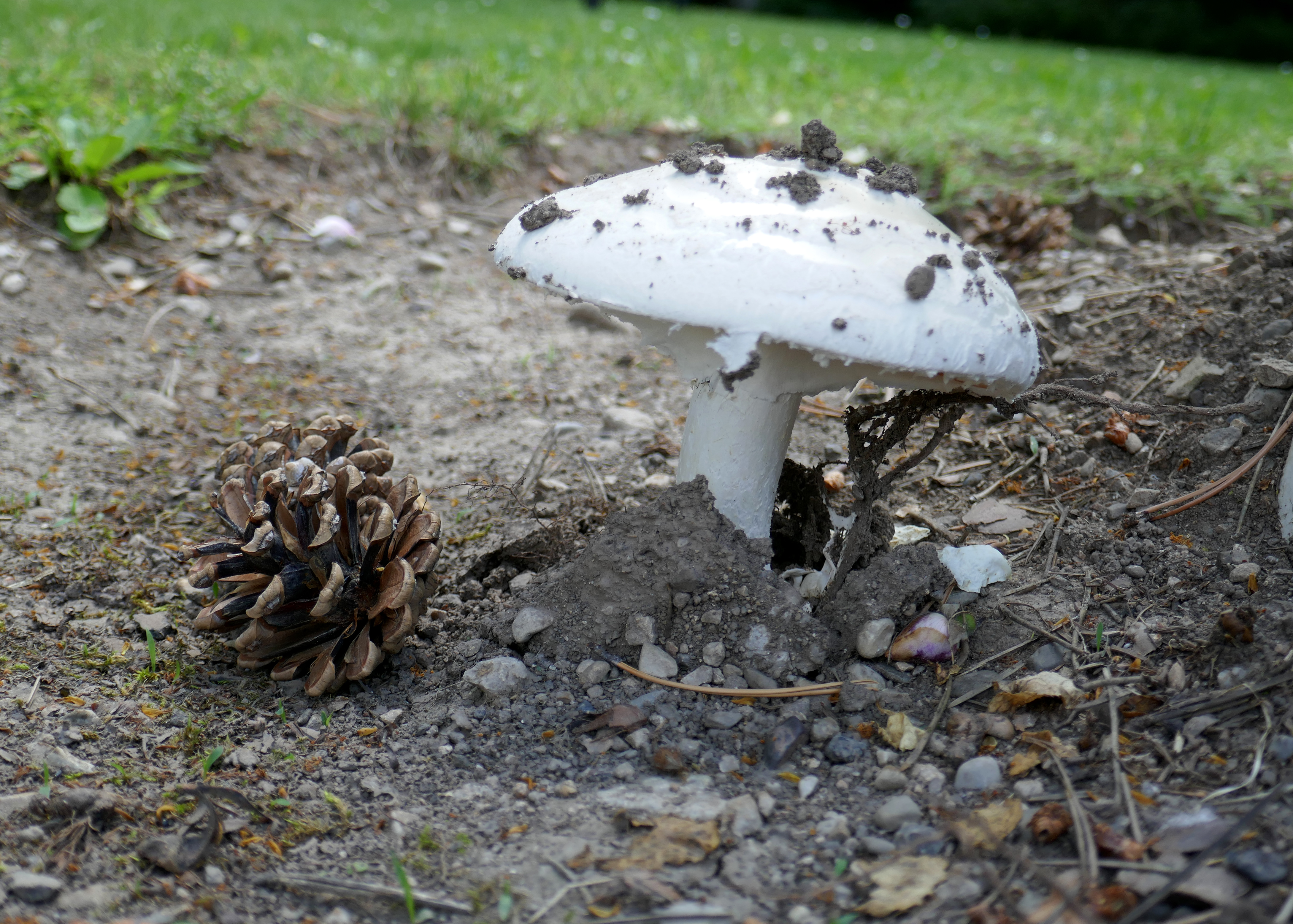
Amanita strobiliformis
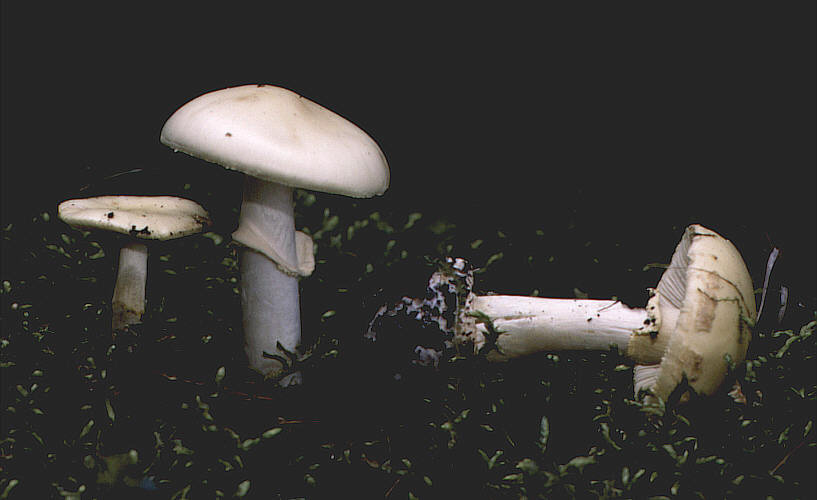
!!! Amanita verna!!!
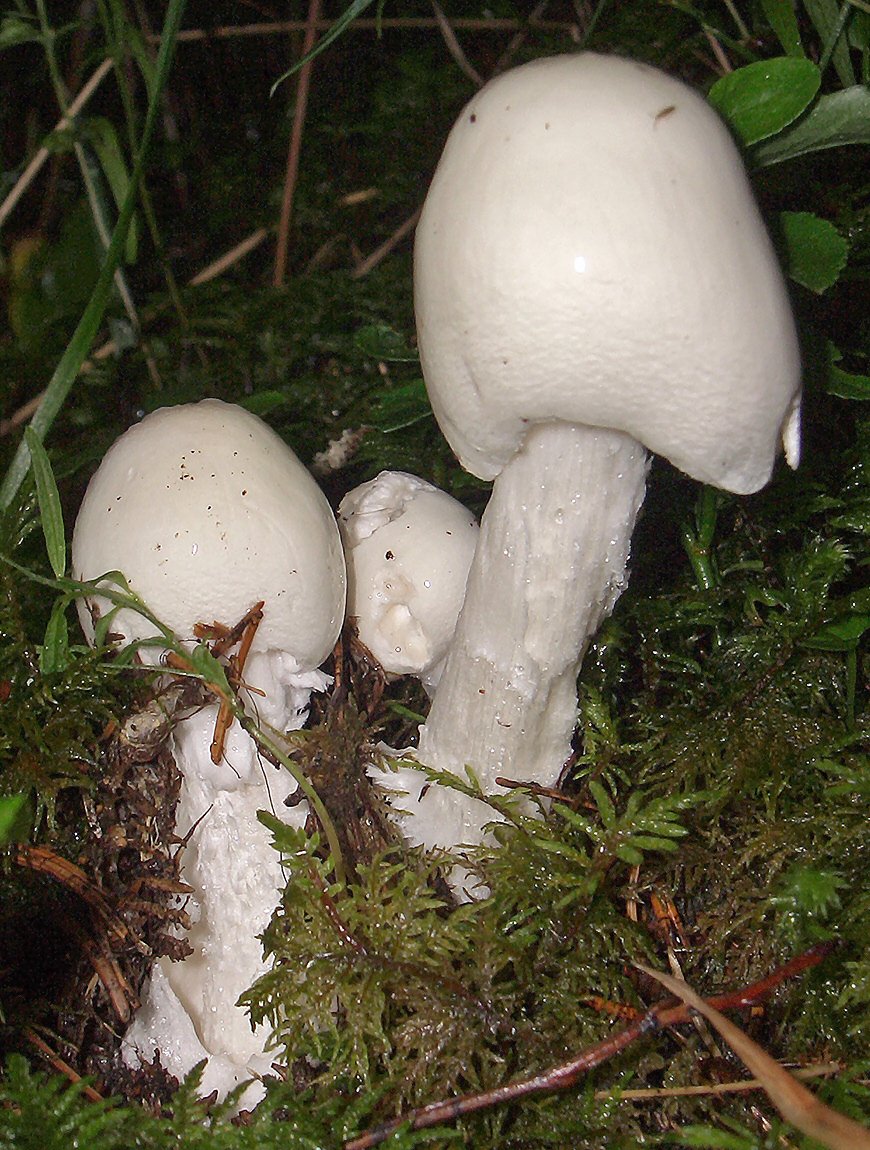
!!! Amanita virosa!!!
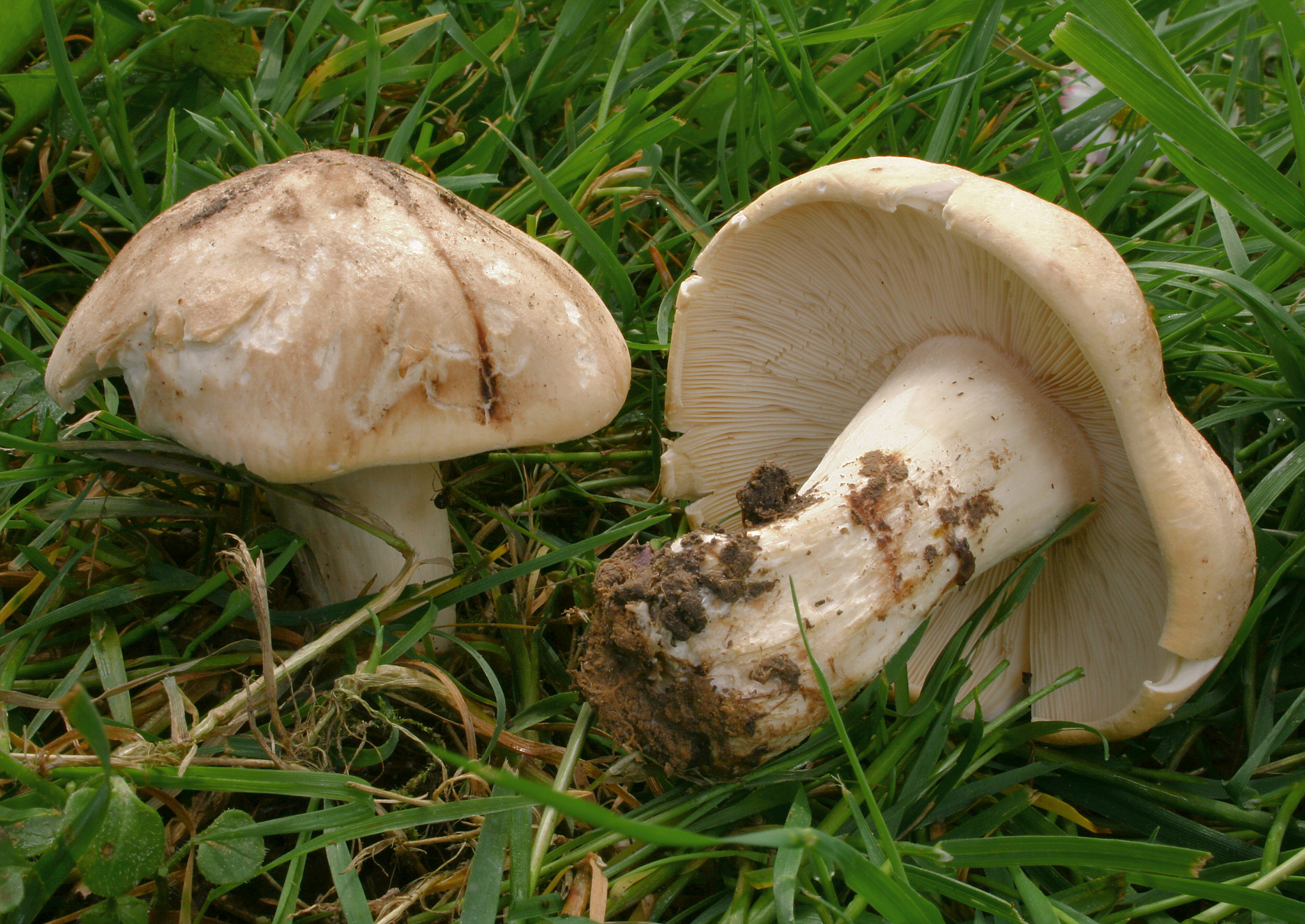
Calocybe gambosa
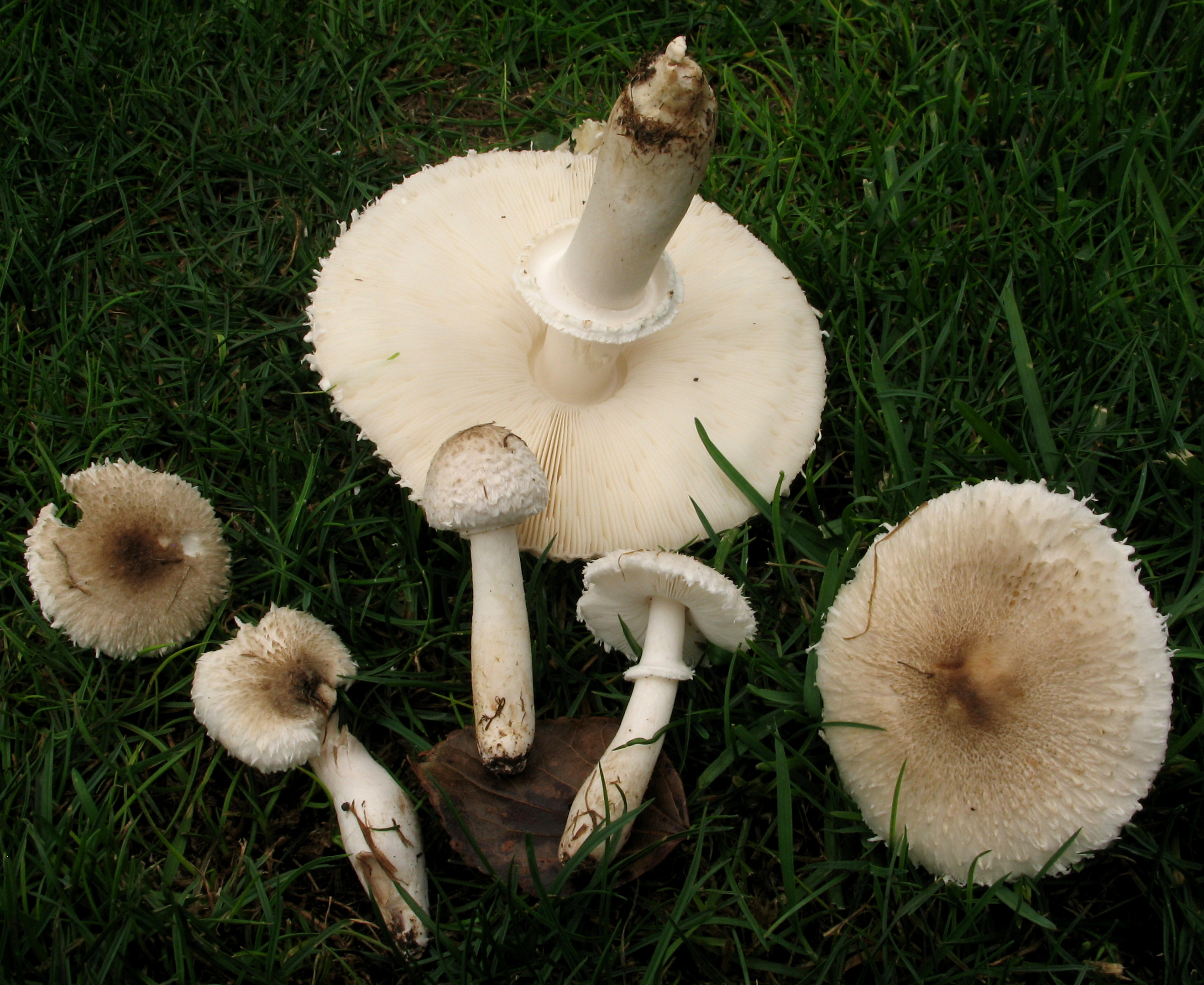
Leucoagaricus barssii
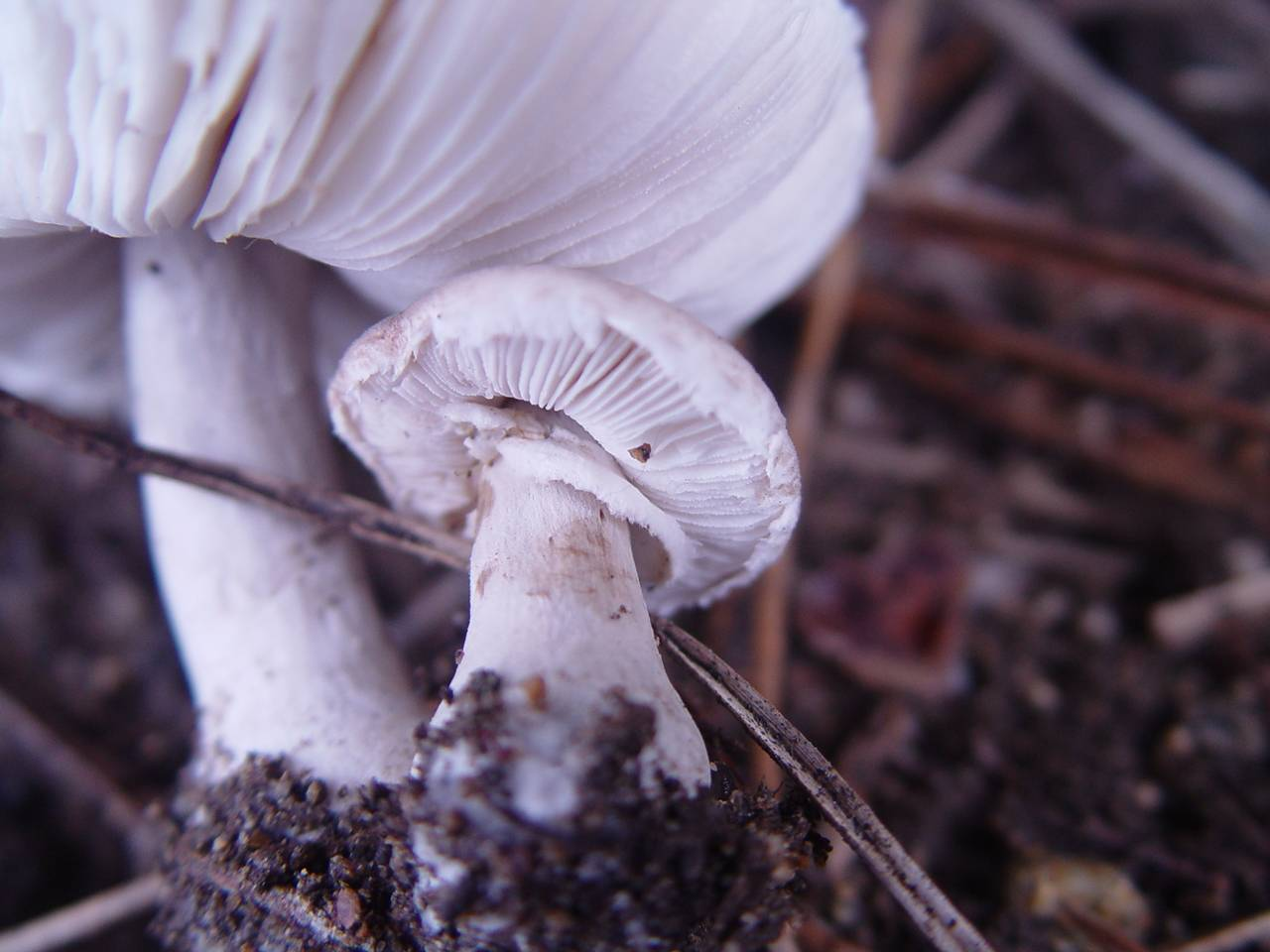
Leucoagaricus carneifolius
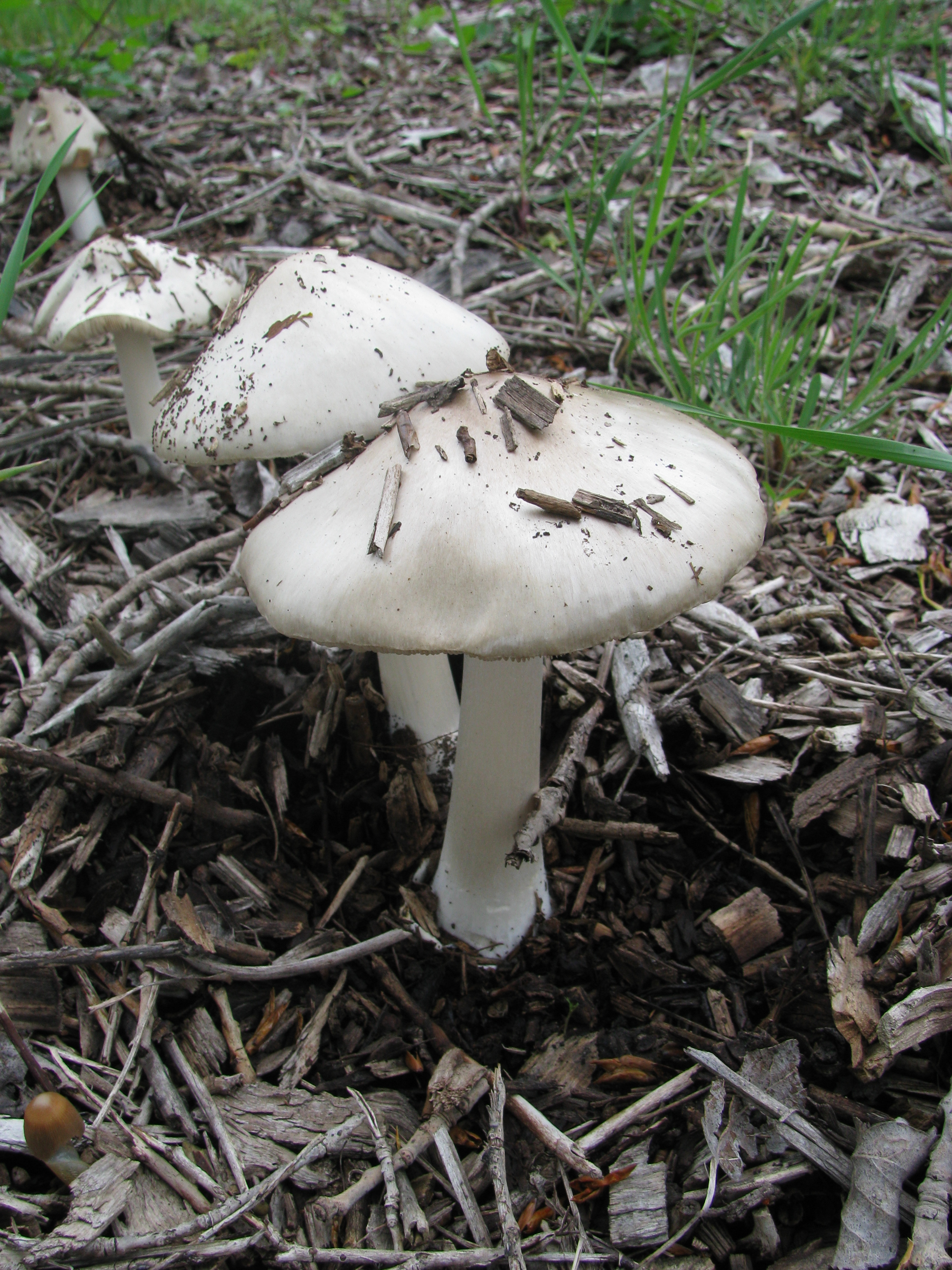
Volvariella speciosa

## Valorificare
Ciuperca de miriște este o specie destul de gustoasă care poate fi procesată și preparată și în stare crudă, de exemplu ca Calocybe gambosa (buretele de mai. Problema este, că poate fi confundată foarte ușor de culegători cu puțină experiență cu bureții mortali de genul Amanita. De acea este câteodată declarată necomestibilă în cărți micologice, de exemplu la Hans E. Laux.